# Jim Larriaga
 (mars 2012).
Si vous disposez d'ouvrages ou d'articles de référence ou si vous connaissez des sites web de qualité traitant du thème abordé ici, merci de compléter l'article en donnant les références utiles à sa vérifiabilité et en les liant à la section « Notes et références ».
Pour les articles homonymes, voir Larriaga.
Jim Larriaga, de son vrai nom Georges Larriaga, est un auteur-compositeur français né le 30 juin 1941 à Paris et mort le 6 août 2022 à Saint-Cloud.

## Biographie
Né de parents boulangers. Il a un frère aîné, Gilbert Larriaga, grand reporter et un plus jeune, Jean Larriaga, auteur et metteur en scène.
Après une enfance sans histoires et alors qu’il commence une carrière de coiffeur, il est bientôt mordu par le virus de la musique anglo-saxonne et écume les surplus américains et les puces à la recherche des derniers vinyles de Frank Sinatra, d’Elvis, et bientôt des Beatles.
Sa passion le pousse à transcender sa simple condition de fan et il met tout en œuvre pour passer de l’autre côté du miroir. Il décide alors de devenir auteur-compositeur. Il se fait la main en adaptant d’abord en français les chansons de ses idoles (pour un résultat désastreux selon lui) et progressivement en vient à signer ses premiers morceaux.
À 25 ans, il quitte son emploi, vit sur ses économies et se donne cing ans pour réussir. L’intensité avec laquelle il se consacre à son art lui fera dire qu’il est alors entré en religion.
Il publie ses 2 premiers 45t en 1967 chez RCA, "Chewing-Gum" et "Oh! çà va pas" sous le pseudonyme de "Spauv' Georges", et se crée un temps un personnage de jeune garçon dépressif pour qui rien ne va.
Il démarche alors les éditions musicales pour essayer d’y placer ses morceaux. Là, Jean-Max Rivière lui apprend que Sylvie Vartan recherche une chanson drôle. Bien qu’il ne s’agisse pas de son répertoire de prédilection, il se met au travail et lui propose un titre rapidement. Durant leur entrevue, Jim rencontre le secrétaire de Sylvie, un jeune homme plein d’énergie et qui se fera bientôt connaître sous le nom de Carlos. Celui dira de lui "Un beau jour, Jean-Max (Rivière) me présente Jim Larriaga, une espèce de Mormon au physique étonnant et qui donne l'impression de porter, avec sa guitare, tous les malheurs du monde sur son dos mais qui est en fait bourré d'humour. Tout habillé de noir, il me chante, avec une dégaine incroyable, des chansons à se tordre de rire, du style ''La vie est belle tant qu'il y a des bretelles pour tenir nos pantalons'' . Emballé par le morceau qu’il vient d’entendre, il demande à Jim de composer pour lui afin de tenter sa chance dans la chanson, une envie qu’il avait depuis des années.
Pour son nouvel interprète Jim poursuit dans un registre léger, amusant et le succès ne se fait pas attendre. Leur premier 45 tours s’intitule La vie est belle et est bien reçu par le public et les radios. Suivront Y a des indiens partout puis La bamboula, la France le matin et surtout La Cantine, énorme succès populaire avec plus de 400 000 45 tours vendus.
Leur collaboration ne durera que trois ans mais elle marque pour eux deux le début d’une longue carrière. Carlos devient une étoile du music-hall tandis que l’on commence à s’intéresser à Jim dans la profession.
Les rencontres avec de jeunes artistes désirant chanter vont alors se multiplier, c’est ainsi qu’il fait de nouveau la connaissance d’une jeune secrétaire: Charlotte Julian. La personnalité pétillante et attachante de cette jeune provinciale fraîchement montée à la capitale inspirera à Jim l’un des plus gros succès de l’année 1972 : Fleur de province. Le succès est fulgurant, plus de 400 000 45 tours s’écoulent  en quelques semaines à peine. Dans le même registre suivra ‘Allez hop, tout le monde à la campagne, autre gros succès.
Parallèlement, Jim enregistre un album en 1971 dont il est l’interprète "L'Univers étrange et fou de Jim Larriaga". Les thèmes abordés sont plus personnels, ambitieux de par leur diversité et leur sophistication. Séducteur, il chante l’amour passionnel qui ne peut pas attendre. Ludique et écolo il nous exalte à respecter une nature transformée en terrain de jeu. Spirituel, il aborde la foi et la religion de manière touchante et originale.
Cette veine plus sérieuse lui ouvrira d’autres portes, et il attire l’attention de Claude François pour qui il composera la chanson d’amour Anne-Marie enregistrée aux États-Unis avec des musiciens de la Motown.
Toujours à la recherche de nouveaux interprètes avec lesquels il pourrait exprimer les différentes facettes de son talent, il décide d’écrire pour un jeune garçon lyonnais à la voix exceptionnelle : Roméo. À  seulement 11 ans, Roméo fait preuve d’un professionnalisme et d’une maturité déconcertantes. Jim s’attache à écrire des morceaux mettant en avant sa voix exceptionnelle. Les chansons ont pour thème la famille avec le phénoménal succès de Maman oh maman, et Que faisais-tu à mon âge papa ? et bien sûr, les filles : Ton petit amoureux, Ah ! Les petites filles Je veux être un homme. En trois ans Roméo enregistrera 3 albums et 7 45 tours et vendra au total prêt de 4 millions de disques !
En phase avec son temps et la libération des mœurs de l’époque, il lance en 1976 la carrière de Julie Bataille, avec la chanson Pas besoin d’éducation sexuelle, encore un succès qui se prolongera avec les titres La petite minette et Tu es la plus belle.
Sa carrière se poursuit alors au gré des rencontres, il continue d’officier dans différents registres, parmi ces interprètes on peut citer Thierry Le Luron, Arielle Dombasle, Cerise, Michou, Rémy Bricka, Roger Pierre et Jean-Marc Thibault, La Bande à Basile, Alice Sapritch.

## Répertoire
Il a composé pour :
- Roméo,

Je veux être un homme
Maman
Que faisais-tu à mon âge, Papa ?
- Carlos, tous ses premiers tubes :

La Cantine
Les pieds bleus
Y a des indiens partout
La reine du shopping
La bamboula (adaptation)
Malabar et roudoudou
La France le matin
- Charlotte Julian :

Fleur de province
Allez hop, tout le monde à la campagne
- Claude François :

Anne-Marie
- Julie Bataille :

Pas besoin d'éducation sexuelle
- La Bande à Basile
- Michou
- Cerise
- Rémy Bricka